# Gilles Deleuze

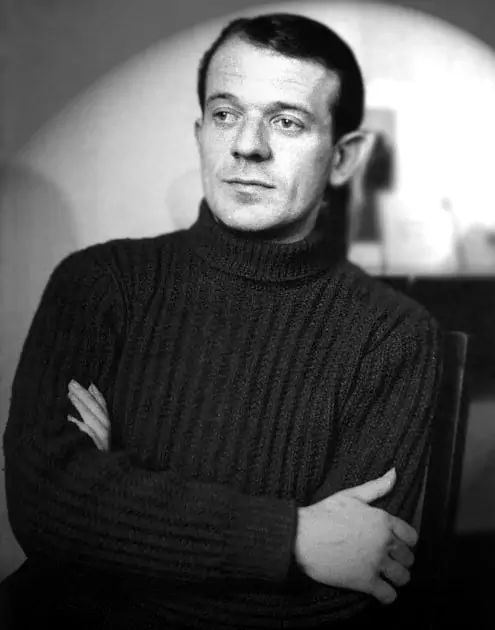
Gilles Deleuze

Gilles Deleuze ([ʒil dəˈløːz]; * 18. Januar 1925 in Paris; † 4. November 1995 ebenda) war ein französischer Philosoph. Deleuze verfasste zahlreiche Schriften über Philosophie, Literatur, Film und Kunst. Zu seinen Hauptwerken zählen: Differenz und Wiederholung (1968), Logik des Sinns (1969), Anti-Ödipus (1972) und Tausend Plateaus (1980). Die beiden letztgenannten Werke verfasste er zusammen mit Félix Guattari.

## Leben
Gilles Deleuze wurde in Paris geboren und verbrachte dort fast die gesamte Zeit seines Lebens. Während des Zweiten Weltkriegs besuchte er das Lycée Carnot sowie für ein Jahr die Eliteschule Henri IV. Deleuze studierte von 1944 bis 1948 Philosophie an der Sorbonne, unter anderem bei Ferdinand Alquié (1906–1985), Georges Canguilhem, Maurice de Gandillac und Jean Hyppolite.
Während der 1950er Jahre lehrte Deleuze entsprechend der üblichen Akademikerkarriere an verschiedenen Gymnasien. 1957 trat er eine Stelle an der Sorbonne an. Er hatte bereits sein erstes Buch über David Hume veröffentlicht. Wie bei vielen zeitgenössischen Philosophen, insbesondere seinem Lehrer Georges Canguilhem, galt seine Arbeit der Kritik am Rationalismus und am Essentialismus. Deleuze engagierte sich jedoch nicht in den philosophischen Trends der Nachkriegszeit, wie Phänomenologie oder Strukturalismus.
Von 1960 bis 1964 hatte Deleuze eine Anstellung am Centre national de la recherche scientifique. Während dieser Zeit beschäftigte er sich mit Friedrich Nietzsche und Henri Bergson und veröffentlichte Nietzsche und die Philosophie. Er schloss eine enge Freundschaft mit Michel Foucault und gab mit ihm zusammen die kritische Gesamtausgabe von Friedrich Nietzsche heraus. Von 1964 bis 1969 war er Professor an der Universität Lyon. Im Jahr des Pariser Mai 1968 reichte er seine Habilitation Differenz und Wiederholung und seine Zweitthese Spinoza und das Problem des Ausdrucks in der Philosophie ein. Nachträglich wurden diese Arbeiten als erste und fruchtbarste Versuche erkannt, die Studentenrevolte philosophisch zu begreifen.
1969 erhielt er dann eine Stelle an der Universität Paris VIII, einer Reformuniversität, die viele herausragende Gelehrte anzog, darunter Michel Foucault und Félix Guattari. Mit dem Psychiater Guattari schloss er eine tiefe Freundschaft, die langjährige fruchtbare Zusammenarbeit mit sich brachte. Während der 1970er Jahre veröffentlichten sie gemeinsam die bahnbrechenden Arbeiten Kapitalismus und Schizophrenie I und II. In dieser Zeit lernte er Gilbert Simondon kennen, der insbesondere auf seine Technikphilosophie Einfluss hatte.
1970 beteiligte er sich an Foucaults Arbeitskreis zur Situation der Gefangenen in Frankreich und demonstrierte mit Jean-Paul Sartre und Jean Genet gegen rassistische Gewalt und für die Rechte der Einwanderer.
1977 unterschrieb er wie etwa sechzig andere Intellektuelle einen Appell zur Entkriminalisierung der Pädophilie, der in den Zeitungen Libération und Le Monde erschien. Initiator des Appells war der pädophile Schriftsteller Gabriel Matzneff.
Im Alter von 62 Jahren zog sich Deleuze 1987 von seiner Universitätsstelle zurück. 1992 starb Félix Guattari. Gilles Deleuze nahm sich am 4. November 1995 wegen einer schweren Atemwegserkrankung, an der er seit Jahrzehnten litt, das Leben.

## Werk
Das Werk von Deleuze lässt sich grob in zwei Phasen einteilen. Die erste Schaffensphase ist eine primär philosophiegeschichtliche Auseinandersetzung und beginnt mit der 1953 veröffentlichen Monographie zu David Hume (frz.: Empirisme et subjectivité). Dem Erstlingswerk zu Hume folgen später Werke zu Nietzsche (Nietzsche und die Philosophie, 1962 sowie Nietzsche. Ein Lesebuch, 1965), Kant (Kants kritische Philosophie, 1963), Proust (Proust und die Zeichen, 1964) und Bergson (Henri Bergson zur Einführung, 1965). In dieselbe Phase können auch die 1968/69 als Habilitationsschrift eingereichten Werke Differenz und Wiederholung (als these principiale) sowie Spinoza und das Problem des Ausdrucks (als these complementaire) gerechnet werden.
Die zweite Werkphase beginnt im Juni 1969 als sich Deleuze und Guattari, vermittelt durch Jean-Pierre Muyard, auf dem Familienanwesen von Deleuze in Saint-Léonard-de-Noblat kennenlernen. Aus dieser zweiten Werkphase gehen wesentlich experimentellere Werke hervor. Beginnend mit dem 1972 erschienenen Anti-Ödipus. Kapitalismus und Schizophrenie 1. Bevor 1980 der zweite Band von Kapitalismus und Schizophrenie unter dem Titel Tausend Plateaus veröffentlicht werden sollte, erscheint in der Zwischenzeit 1975 noch ein gemeinsames Buch zu Kafka, welches den Titel Kafka. Für eine kleine Literatur trägt. Das letzte gemeinsame Werk von Deleuze/Guattari erscheint dann 1991, also ein Jahr vor dem plötzlichen Tod von Guattari, und trägt den Namen Was ist Philosophie?. Ohne Guattari, aber dennoch wesentlich beeinflusst von diesen, erscheinen nach 1969 noch Werke zu Foucault und Leibniz sowie zwei Bücher zum Kino und ein Buch zur Malerei.

### Auseinandersetzung mit D. Hume
Die erste größere Veröffentlichung von Deleuze beschäftigte sich mit David Hume. Deleuze schrieb diese Arbeit im Rahmen des Diplôme d'Etudes Supérieures (eine Arbeit, welche den Geprüften dazu berechtigt, sich zur agrégation anzumelden, vom Umfang vergleichbar mit einer heutigen Master-Arbeit). Der Text behandelt primär den Empirismus, die Subjektivität und Institutionen. Folgt man Deleuze, so „kommt der Mensch nicht als Subjekt auf die Welt, sondern wird es.“ Die Frage nach der Genese der Subjektivität macht einen großen Teil der Arbeit aus und kulminiert in der These: „Glauben und Erfinden ist, was das Subjekt zum Subjekt macht.“. Die eigentliche Neuerung in der Hume-Forschung war Deleuzes Fokus auf die Rolle der Institutionen. Eine Zusammenfassung der von ihm erarbeiteten Thesen findet sich im Text „Instinkte und Institutionen“ (im frz. Original 1955 erschienen). Auch die spätere these principiale von Deleuze griff immer wieder auf Hume zurück.

### Philosophisches Schaffen
Deleuze steht in der langen Tradition europäischer Denker, die sich mit der Kritik des Essentialismus beschäftigten (Baruch de Spinoza, Friedrich Nietzsche). Was sollte jedoch an dessen Stelle treten? Für Deleuze war dies das All-Eine, die Totalität von Allem, die das gesamte physikalische Universum und seine Möglichkeitsbedingungen umfasst. Deleuze richtete sich damit auch gegen den Platonismus. Platons Auffassung war, dass die Dinge der Welt nur unvollkommene Manifestationen von Ideen seien, die selbst vollkommen, ewig und unveränderlich sind. Deleuze setzte dem seine Vorstellung von der Welt des Virtuellen entgegen. Jede Realisierung von Gegenständen in der Welt ist ein Nexus (Ort eines Verbundenseins) von Virtualitäten, die notwendigerweise unvollkommen miteinander interagieren. Da sie unvollkommen sind, stören sie die zukünftige Realisierung von Virtualitäten.
In politischer und moralischer Hinsicht ist diese Auffassung für Deleuze eine Verpflichtung, den Faschismus und den Kapitalismus abzulehnen. Beide erscheinen als Versuche, die Instabilität der physischen Welt zu leugnen und die Möglichkeiten der Realisierung einzuschränken. Stattdessen solle man die Instabilität und Unvollkommenheit der realen Welt akzeptieren und sich frei durch die Realisierungen der Virtualität bewegen.
Deleuze’ Werk trägt daher Züge eines Anti-Hegelianismus. Es ist für ihn nicht die Dialektik des Willens (von Herr und Knecht), die Veränderung hervorbringt, sondern interne, immanente Differenz. Von Henri Bergson übernimmt Deleuze die Idee der Dauer, die Körperzeit, in der der Körper selbst Differenz hervorbringt, ohne dafür Anstoß von außen zu benötigen.
Begriffe sind für ihn nicht Ideen (im Sinne Hegels), die die reale Welt transzendieren und dadurch negieren, sondern sie stehen an einer Bruchstelle zwischen den Gegenständen, die Veränderung und Durchdringung ermöglicht. Der Begriff ermöglicht neue Verbindungen zwischen den Dingen, indem er ihre virtuellen Unbestimmtheiten verknüpft. Er ist somit in positivem Sinne produktiv. Deleuze’ Philosophie kennt keine Negation in Hegels Sinne; sie trägt die Züge reiner Affirmation der Verknüpfung des bisher Unverbundenen.
Zwei Schlüsselwerke von Deleuze, die beiden Bände von Kapitalismus und Schizophrenie, sind in gleichem Maße Arbeiten von Félix Guattari. Anti-Ödipus (Band I) versteht sich als Kritik der Psychoanalyse von Jacques Lacan und Sigmund Freud. Die Psychoanalyse erscheint hier als Instrument der Aufrechterhaltung von (unter anderem kapitalistischer) Dominanz und Repression, vor allem durch die Unterwerfung des Subjekts unter die phallische Struktur der Kultur. Dagegen entwerfen Deleuze und Guattari das Konzept der Wunschmaschine, eines maschinell gedachten Unbewussten, das, anders als in der Psychoanalyse, nicht sprachlich strukturiert ist. Das Subjekt ist demnach nicht vom negativen Mangel gekennzeichnet (wie bei Lacan), sondern vom positiven Wunsch.
In Tausend Plateaus (Band II) wird die philosophische Tradition des Rationalismus, vor allem der Hegelianismus, einer radikalen Kritik unterzogen. Deleuze und Guattari propagieren Heterogenität, Vielheit, nomadische Wissenschaft und den organlosen Körper. Eines ihrer meistrezipierten Konzepte, das Rhizom, soll eine Alternative zu gedanklichen Modellen sein, die als „Bücher“ Anspruch auf Repräsentation der Welt erheben. Dazu gehört der Baum des Wissens, der seit Platon das zentrale Modell für die hierarchische Organisation der Wissenschaften war, aber auch deren modernistische Gegenkonzeption der „Wurzelbüschel“, die als Gegenbewegung in der Weltbeschreibung eine Fragmentarisierung (genannt werden James Joyce und Friedrich Nietzsche) erreichen will, durch diesen Prozess aber stetig Verweise auf höher gedachte, allumfassende Einheiten bewahrt. Das Rhizom wurde vor allem in der Medientheorie als Metapher zur Beschreibung von Hypertext-Netzwerken verwendet. Nomadische Wissenschaft ist für Deleuze und Guattari der positive Gegenbegriff zur monarchischen Wissenschaft. Damit bezeichnen sie zwei Modelle von Macht. Monarchische Wissenschaft trenne zwischen Macht und Handlung, was zur Arbeitsteilung von intellektueller und körperlicher Arbeit führte. In der nomadischen Wissenschaft blieben dagegen intellektuelles und körperliches Handeln gleichrangig vereint.
Von Deleuze stammt der Begriff der Kontrollgesellschaft. Er prägte diesen in enger Anlehnung an den Machtbegriff Foucaults. Deleuze stellte dabei Anfang der 1990er Jahre fest, dass sich kapitalistische Gesellschaften in einem weitreichenden Transformationsprozess befänden: Von Disziplinargesellschaften, in denen Macht vor allem über Repressionen ausgeübt wird, hin zu Kontrollgesellschaften, in denen Konformität vor allem durch Selbstdisziplinierung erreicht wird. Dadurch, dass nach und nach sämtliche gesellschaftlichen Teilsysteme der Logik des Marktes unterworfen würden, würden Individuen immer mehr als Produkte gedacht, die stets optimiert werden müssen und in ständiger Konkurrenz zueinander stehen. Möglich gemacht werde diese Entwicklung durch den technischen Fortschritt. In einer vollständigen Kontrollgesellschaft haben die Individuen die geltenden Machtverhältnisse in einem solchen Maß internalisiert, dass eine zentrale Machtinstanz überhaupt nicht mehr erforderlich ist, um eine Ordnung aufrechtzuerhalten. Die Macht ist hier vielmehr systemimmanent und die Disziplinierung erfolgt nun nicht mehr durch Bestrafung, sondern durch ständiges gegenseitiges Bewerten und Kontrollieren.
Deleuze interpretiert Spinoza folgend: Es gäbe eine „trübsinnige Leidenschaft“, wo Lust nicht als solche, sondern als Unlust erfahren wird.
Deleuze’ Schriften entziehen sich der leichten Lesbarkeit, was einem artifiziellen, hochkomplexen und assoziativen Schreibverfahren geschuldet ist. Viele wollen nicht linear gelesen werden, sondern präsentieren sich als ein Netz miteinander verbundener „Plateaus“. Seine Schriften befassen sich eklektisch mit so unterschiedlichen kulturellen Gebieten wie Psychoanalyse, Anthropologie, Sprachwissenschaft, politischer Ökonomie, Soziologie, Geschichte, Biologie, Musik, Kunst, Literatur, Architektur und Kino. Mit Enthusiasmus wurden sie in den Geisteswissenschaften aufgenommen, vor allem in Medientheorie, ästhetischer Theorie, Literaturwissenschaft, Cultural Studies und Gender Studies, aber auch politisch im Neo-Anarchismus und im Postoperaismus. Zeitgenössische Denker, bei denen sein Werk eine bedeutende Rolle spielt, sind Eric Alliez, Seyla Benhabib, Homi K. Bhabha, Rosi Braidotti, Manuel de Landa, Fredric Jameson, Antonio Negri, Edward Said, Peter Sloterdijk, Slavoj Žižek, Klaus Theweleit und Joseph Vogl.

### Gilles Deleuze und das Kino
Gilles Deleuze betrachtet die Bewegung des Films als ein dem Film sowohl inhärentes als auch transzendierendes Moment. Seine beiden filmtheoretischen Bände Bewegungsbild und Zeitbild (Kino I und II) stellten einen Bruch mit einem semiotischen Filmverständnis (und der zugehörigen Filmkritik) dar und propagierten ein Kino, das auch als philosophische Praxis verstanden werden soll. Ihm zufolge ist der Regisseur ein Philosoph, da er zwar nicht in Begriffen, aber mit Bildern und Tönen denkt.
Deleuze unterscheidet in der Kinogeschichte maßgeblich zwischen zwei Phasen, die sich beide durch die Beziehung der Bilder zur Bewegung ergeben: das Bewegungs- und das Zeit-Bild. Der ersteren und älteren Bildart ist die Bewegung inhärent. Sie zeigt sie durch kontinuierliche Schnitte und präsentiert somit eine einheitliche Weltvorstellung. Das Zeitbild hingegen transzendiert das Moment der Zeit und arbeitet mit diskontinuierlichen Montagepraktiken. Dadurch wird die Konstruktion von filmischer Zeit und Raum offenbar. Eine von Diskontinuität und fehlender Ordnung geprägte Welt offenbart sich dem Betrachter.
Als erstes gelingt es einigen avantgardistischen Montagetechniken, ein indirektes Zeitbild zu erschaffen. Den Übergang zu dieser neuen Darstellungsart meistern sie, indem sie in der Struktur des Bewegungsbildes bestimmte Momente hervorheben. Sie verfolgen damit eine inhaltlich motivierte Konfliktstruktur. Im amerikanischen Film wird dies durch Duellstruktur und Parallelmontage ausgedrückt, im sowjetischen Film durch die dialektische Beziehung (siehe hierzu Sergei Michailowitsch Eisenstein), im französischen Impressionismus durch die alternierende Montage und im deutschen Expressionismus durch den Konflikt von Licht und Schatten. Diese Übergangsphase des Kinos „macht nicht mehr aus der Zeit das Maß der Bewegung, sondern aus der Zeit eine Perspektive der Zeit“ (Deleuze).
Das Zeit-Bild ist gleichsam eine „visuell verfasste Ontologie“ (Fahle). Zeit spielt für Deleuze deshalb eine entscheidende Rolle, da der Film in der Darstellung und Reflexion von Zeit allen anderen Medien, auch der Sprache, überlegen ist. Das Bewegungsbild in seiner typischsten Ausprägung als Aktionsbild hat allerdings Zeit und Raum nur als verknüpft und unablösbar voneinander verstanden. Mit der Krise des Aktionsbildes zur Zeit des Italienischen Neorealismus nehmen im Film verstärkt optische und akustische Bilder den Raum ein, den vorher das sensomotorische Bild belegt hatte. Das sensomotorische Bild geht von einem sukzessiven Erzählmodus aus, der Anfang, Mitte und Ende kennt.
Mit dem Neorealismus nehmen Situationen überhand, die die Figuren nicht mehr zu sinnvollen Aktionen verleiten (können); diese neuen Situationen bezeichnet Deleuze als „optische“ und „akustische“. In diesen opto-akustischen Situationen kann die Zeit, losgelöst von Raum, Handlung und Aktion (Bewegung), als „reine Zeit“ dargestellt werden.

## Schriften (Auswahl)
- Empirisme et subjectivité, deutsch: David Hume Übers. Peter Geble & Martin Weinmann. Frankfurt 1997 (orig. 1953)
- Nietzsche und die Philosophie, Rogner & Bernhard, München, 1976 (orig. 1962)
- Nietzsche. Ein Lesebuch von Gilles Deleuze. Übersetzt von Ronald Voullié, Merve Verlag, Berlin 1979
- Kants kritische Philosophie. Merve Verlag, Berlin 1990 (orig. 1963)
- Proust und die Zeichen, übersetzt von Henriette Beese, Merve Verlag, Berlin 1993 (orig. 1964)
- Bergson zur Einführung. Junius, Hamburg 1989 (orig.1966)
- Sacher-Masoch und der Masochismus. In: Leopold von Sacher-Masoch: Venus im Pelz. Insel, Frankfurt 1968; S. 163–281 (Orig.: Présentation de Sacher-Masoch. Le froid et le cruel. Avec le texte intégral de „La Vénus à la fourrure“. Editions de Minuit, Paris 1967)
- Spinoza und das Problem des Ausdrucks. Wilhelm Fink, München 1993 (orig. 1968)
- Logik des Sinns. Aus dem Französischen von Bernhard Dieckmann, Suhrkamp, Frankfurt a. M. 1989 (orig. 1969)
- Differenz und Wiederholung. Aus dem Französischen von Joseph Vogl, Wilhelm Fink, München 1992 (orig. 1968)
- Woran erkennt man den Strukturalismus? Merve Verlag, Berlin  1992 (orig. 1973)
- (mit C. Parnet) Dialoge. Frankfurt a. M. 1980 (orig. 1977)
- (mit F. Guattari) Anti-Ödipus. Kapitalismus und Schizophrenie I. Suhrkamp, Frankfurt 1974 (orig. 1972)
  - (mit F. Guattari): Tausend Plateaus. Kapitalismus und Schizophrenie II. Merve Verlag, Berlin  1992 (orig. 1980)
- Kleine Schriften. Merve Verlag, Berlin  1980
- (mit F. Guattari): Kafka. Für eine kleine Literatur. Suhrkamp, Frankfurt 1976 (orig. 1975)
- (mit F. Guattari): Rhizom. Merve Verlag, Berlin  1977 (Vorwort zu Tausend Plateaus)
- Francis Bacon. Logik der Sensation. Aus dem Französischen von Joseph Vogl. Fink, München 1995 (orig. 1981)
- Bartleby oder die Formel. Aus dem Französischen von Bernhard Dieckmann, Merve Verlag, Berlin 1994
- Perikles und Verdi. Die Philosophie des François Châtelet. Passagen Verlag, Wien 1989, ISBN 3-900767-40-8.
- Das Bewegungs-Bild. Kino I. Suhrkamp, Frankfurt 1989 (orig. 1983)
  - Das Zeit-Bild. Kino II. ebd. 1990 (orig. 1985)
- Die einsame Insel. Texte und Gespräche von 1935 bis 1974. Suhrkamp, Frankfurt a. M. 2003 (orig. 2002)
- Schizophrenie und Gesellschaft. Texte und Gespräche von 1975 bis 1995. Suhrkamp, Frankfurt a. M. 2005 (orig. 2003)
- Spinoza. Praktische Philosophie. Übersetzt von Hedwig Linden, Merve Verlag, Berlin  1988 (orig. 1981)
- Foucault. Aus dem Französischen von Hermann Kocyba, Suhrkamp, Frankfurt 1987 (orig. 1986)
- (mit M. Foucault) Der Faden ist gerissen. Übersetzt von Ulrich Raulff und Walter Seitter, Merve Verlag, Berlin  1977
- Die Falte. Leibniz und der Barock. Aus dem Französischen von Ulrich Johannes Schneider, Suhrkamp, Frankfurt a. M. 2000 (orig. 1988)
- Unterhandlungen 1972–1990. Aus dem Französischen von Gustav Roßler, Suhrkamp, Frankfurt a. M. 1993 (orig. 1990)
- (mit F. Guattari) Was ist Philosophie? Aus dem Französischen von Bernd Schwibs und Joseph Vogl, Suhrkamp, Frankfurt a. M. 1996 (orig. 1991)
- Kritik und Klinik. Aus dem Französischen von Joseph Vogl, Suhrkamp, Frankfurt a. M. 2000 (orig. 1993)
- Lust und Begehren. Übersetzt von Henning Schmidgen. Merve Verlag, Berlin 1996
- Platon und das Trugbild, in: Alloa, Emmanuel: Bildtheorien aus Frankreich. Eine Anthologie, Reihe ‚eikones‘, Fink, München 2011, S. 119–135.
- Über die Malerei. Vorlesungen März bis Juni 1981. Herausgegeben und mit Anmerkungen versehen von David Lapoujade. Aus dem Französischen von Bernd Schwib, Suhrkamp, Berlin 2025, ISBN 978-3-518-58825-3 (frz. Original 2023).